# My Mind Is for Sale
My Mind Is for Sale è un singolo del cantautore e surfista statunitense Jack Johnson, pubblicato nel 2017 ed estratto dal suo settimo album in studio All the Light Above It Too.

## Tracce
1. My Mind Is for Sale – 3:59